# Koszmosz–43
A Koszmosz–43 (oroszul: Космос 43) Koszmosz műhold, a szovjet műszeres műhold-sorozat tagja. Kétfokozatú kísérleti telekommunikációs műhold, típusa Sztrela-1 (Стрела-1).

## Küldetés
Kísérleti program, feladata elősegíteni az 1500 kilométeres magasságban, körpályára állítandó híradástechnikai műholdak működésének próbáját. Egyszerre két egységet –  Koszmosz–42, Koszmosz–43 – egyetlen hordozórakétával bocsátottak pályára.

## Jellemzői
Katonai és polgári (tudományos) rendeltetésű, az OKB-10 (oroszul: Опытно-конструкторское бюро) tervezőirodában kifejlesztett műhold. Üzemeltetője a moszkvai honvédelmi minisztérium (Министерство обороны).
1964. augusztus 22-én a Kapusztyin Jar rakétakísérleti lőtérről a Majak–2 indítóállásából egy Koszmosz–2I (63SZ1) típusú hordozórakétával juttatták Föld körüli, közeli körpályára. A 97,6 perces, 49 fokos hajlásszögű elliptikus pálya elemei: perigeuma 231 kilométer, apogeuma 1066 kilométer. Hasznos tömege 100 kilogramm. Szabványosított, könnyű tudományos-kutató műhold. Áramforrása kémiai, illetve a felületét burkoló napelemek energiahasznosításának kombinációja.
Katonai és kormányzati híradástechnikai feladatok ellátására tervezték, készítették. A Szovjetunió európai – Távol-keleti, illetve tengeri (hadiflotta, kereskedelmi flotta) összeköttetésének felgyorsítását szolgálta. Rádióüzenetek vételére (vevő), lejátszására (adó) szolgáltak.
1965. december 27-én belépett a légkörbe és megsemmisült.